# Ribas do Rio Pardo
Ribas do Rio Pardo è un comune del Brasile nello Stato del Mato Grosso do Sul, parte della mesoregione del Leste de Mato Grosso do Sul e della microregione di Três Lagoas.